# Coupe d'Europe des épreuves combinées
La Coupe d'Europe des épreuves combinées, devenue en 2017 Championnats d'Europe par équipes, est une compétition par équipes d'athlétisme organisée par l'Association européenne d'athlétisme qui désigne la meilleure nation européenne dans les disciplines des épreuves combinées (le décathlon pour les hommes et l'heptathlon pour les femmes). Le classement final est établi en totalisant les trois meilleurs scores obtenus durant la compétition. La première coupe d'Europe s'est déroulée en 1973 à Bonn, en Allemagne, la prochaine édition aura lieu à Loutsk, en Ukraine.

## Éditions
| N° | Année | Ville      | Pays                 |
| -- | ----- | ---------- | -------------------- |
| 1  | 1973  | Bonn       | Allemagne de l'Ouest |
| 2  | 1975  | Bydgoszcz  | Pologne              |
| 3  | 1977  | Lille      | France               |
| 4  | 1979  | Dresde     | Allemagne de l'Est   |
| 5  | 1981  | Birmingham | Royaume-Uni          |
| 6  | 1983  | Sofia      | Bulgarie             |
| 7  | 1985  | Krefeld    | Allemagne de l'Ouest |
| 8  | 1987  | Bâle       | Suisse               |
| 9  | 1989  | Tønsberg   | Norvège              |
| 10 | 1991  | Helmond    | Pays-Bas             |
| 11 | 1993  | Oulu       | Finlande             |
| 12 | 1994  | Lyon       | France               |
| 13 | 1995  | Valladolid | Espagne              |
| 14 | 1996  | Lage       | Allemagne            |
| 15 | 1997  | Tallinn    | Estonie              |
| 16 | 1998  | Tallinn    | Estonie              |
| 17 | 1999  | Prague     | Tchéquie             |
| 18 | 2000  | Oulu       | Finlande             |
| 19 | 2001  | Arles      | France               |
| 20 | 2002  | Bydgoszcz  | Pologne              |
| 21 | 2003  | Bressanone | Italie               |
| 22 | 2004  | Tallinn    | Estonie              |
| 23 | 2005  | Bydgoszcz  | Pologne              |
| 24 | 2006  | Arles      | France               |
| 25 | 2007  | Yalta      | Ukraine              |
| 26 | 2008  | Hengelo    | Pays-Bas             |
| 27 | 2009  | Szczecin   | Pologne              |
| 28 | 2010  | Tallinn    | Estonie              |
| 29 | 2011  | Toruń      | Pologne              |
| 30 | 2013  | Tallinn    | Estonie              |
| 31 | 2014  | Toruń      | Pologne              |
| 32 | 2015  | Aubagne    | France               |
| 33 | 2017  | Tallinn    | Estonie              |
| 34 | 2019  | Loutsk     | Ukraine              |

## Palmarès

### Individuel Hommes

#### Décathlon
| Année | Or                                   | Or           | Argent                                | Argent    | Bronze                                | Bronze     |
| ----- | ------------------------------------ | ------------ | ------------------------------------- | --------- | ------------------------------------- | ---------- |
| 1973  | Lennart Hedmark Suède                | 8120         | Yves Le Roy France                    | 7942      | Ryszard Skowronek Pologne             | 7936       |
| 1975  | Leonid Lytvynenko Union soviétique   | 8030         | Mykola Avilov Union soviétique        | 7973      | Ryszard Katus Pologne                 | 7950       |
| 1977  | Aleksandr Grebenyuk Union soviétique | 8252         | Rainer Pottel Allemagne de l'Est      | 8096      | Guido Kratschmer Allemagne de l'Ouest | 8086       |
| 1979  | Siegfried Stark Allemagne de l'Est   | 8287         | Guido Kratschmer Allemagne de l'Ouest | 8053      | Aleksandr Nevskiy Union soviétique    | 7949       |
| 1981  | Rainer Pottel Allemagne de l'Est     | 8311         | Jürgen Hingsen Allemagne de l'Ouest   | 8138      | Uwe Freimuth Allemagne de l'Est       | 8136       |
| 1983  | Uwe Freimuth Allemagne de l'Est      | 8501         | Stephan Niklaus Suisse                | 8312      | Siegfried Wentz Allemagne de l'Ouest  | 8246       |
| 1985  | Torsten Voss Allemagne de l'Est      | 8352         | Aleksandr Nevskiy Union soviétique    | 8321      | Grigoriy Degtyaryov Union soviétique  | 8206       |
| 1987  | Torsten Voss Allemagne de l'Est      | 8445         | Uwe Freimuth Allemagne de l'Est       | 8220      | Thomas Fahner Allemagne de l'Est      | 8187       |
| 1989  | Christian Plaziat France             | 8290         | Christian Schenk Allemagne de l'Est   | 8250      | Norbert Demmel Allemagne de l'Est     | 8152       |
| 1991  | Christian Plaziat France             | 8518         | Christian Schenk Allemagne            | 8402      | Alain Blondel France                  | 8211       |
| 1993  | Paul Meier Allemagne                 | 8366         | Christian Plaziat France              | 8277      | Alain Blondel France                  | 8204       |
| 1994  | Christian Plaziat France             | 8505         | Henrik Dagård Suède                   | 8347      | Tomáš Dvořák Tchéquie                 | 8313       |
| 1995  | Tomáš Dvořák Tchéquie                | 8347         | Alex Kruger Royaume-Uni               | 8131      | Henrik Dagård Suède                   | 8114       |
| 1996  | Frank Busemann Allemagne             | 8522         | Kamil Damašek Tchéquie                | 8256      | Dirk-Achim Pajonk Allemagne           | 8161       |
| 1997  | Roman Šebrle Tchéquie                | 8322         | Erki Nool Estonie                     | 8289      | Kamil Damašek Tchéquie                | 8172       |
| 1998  | Erki Nool Estonie                    | 8628         | Roman Šebrle Tchéquie                 | 8589      | Jack Rosendaal Pays-Bas               | 8269       |
| 1999  | Tomáš Dvořák Tchéquie                | 8994         | Roman Šebrle Tchéquie                 | 8527      | Sébastien Levicq France               | 8345       |
| 2000  | Oleksandr Yurkov Ukraine             | 8118         | Laurent Hernu France                  | 7943      | Zsolt Kürtösi Hongrie                 | 7901       |
| 2001  | Oleksandr Yurkov Ukraine             | 8380         | Attila Zsivoczky Hongrie              | 8218      | Laurent Hernu France                  | 8112       |
| 2002  | Mike Maczey Allemagne                | 8104         | Jaakko Ojaniemi Finlande              | 7924      | Stefan Schmid Allemagne               | 7825       |
| 2003  | Romain Barras France                 | 8008         | Aleksandr Pogorelov Russie            | 7896      | Sergey Nikitin Russie                 | 7850       |
| 2004  | William Frullani Italie              | 7927         | Laurent Hernu France                  | 7921      | Indrek Turi Estonie                   | 7888       |
| 2005  | Mikk Pahapill Estonie                | 8149         | Nikolay Tishchenko Russie             | 7767      | David Gómez Espagne                   | 7698       |
| 2006  | Romain Barras France                 | 8416         | Attila Zsivoczky Hongrie              | 8390      | Aleksandr Pogorelov Russie            | 8102       |
| 2007  | Aliaksandr Parkhomenka Biélorussie   | 8101         | Mikalai Shubianok Biélorussie         | 8020      | Julien Choffart France                | 7916       |
| 2008  | Andrei Krauchanka Biélorussie        | 8585         | Romain Barras France                  | 7974      | Andres Raja Estonie                   | 7964       |
| 2009  | Andrei Krauchanka Biélorussie        | 8336         | Aleksandr Pogorelov Russie            | 8313      | Oleksiy Kasyanov Ukraine              | 8245       |
| 2010  | Romain Barras France                 | 8313         | Mikk Pahapill Estonie                 | 8198      | Andres Raja Estonie                   | 8023       |
| 2011  | Andres Raja Estonie                  | 8114         | Vasiliy Kharlamov Russie              | 7935      | Gaël Quérin France                    | 7799       |
| 2013  | Kevin Mayer France                   | 8390         | Eduard Mikhan Biélorussie             | 8125      | Mikk Pahapill Estonie                 | 8099       |
| 2014  | Eelco Sintnicolaas Pays-Bas          | 8156         | Eduard Mikhan Biélorussie             | 8004      | Ingmar Vos Pays-Bas                   | 7959       |
| 2015  | Ilya Shkurenyov Russie               | 8378         | Oleksiy Kasyanov Ukraine              | 8105      | Romain Barras France                  | 8007       |
| 2017  | Janek Õiglane Estonie                | 8 170 points | Oleksiy Kasyanov Ukraine              | 7 958 pts | Karl Robert Saluri Estonie            | 7 837 pts. |

### Individuel Femmes

#### Pentathlon
| Année | Or                                   | Or   | Argent                                | Argent | Bronze                            | Bronze |
| ----- | ------------------------------------ | ---- | ------------------------------------- | ------ | --------------------------------- | ------ |
| 1973  | Burglinde Pollak Allemagne de l'Est  | 4932 | Nadezhda Tkachenko Union soviétique   | 4695   | Margit Olfert Allemagne de l'Est  | 4517   |
| 1975  | Burglinde Pollak Allemagne de l'Est  | 4672 | Christine Laser Allemagne de l'Est    | 4574   | Siegrun Thon Allemagne de l'Est   | 4508   |
| 1977  | Nadezhda Tkachenko Union soviétique  | 4839 | Zoya Spasovkhodskaya Union soviétique | 4477   | Valentina Dimitrova Bulgarie      | 4423   |
| 1979  | Yekaterina Smirnova Union soviétique | 4717 | Kristine Nitzsche Allemagne de l'Est  | 4686   | Ramona Neubert Allemagne de l'Est | 4602   |

#### Heptathlon
| Année | Or                                | Or   | Argent                                | Argent | Bronze                                 | Bronze |
| ----- | --------------------------------- | ---- | ------------------------------------- | ------ | -------------------------------------- | ------ |
| 1981  | Ramona Neubert Allemagne de l'Est | 6391 | Heidrun Geissler Allemagne de l'Est   | 6223   | Sabine Everts Allemagne de l'Ouest     | 6187   |
| 1983  | Ramona Neubert Allemagne de l'Est | 6722 | Yekaterina Smirnova Union soviétique  | 6486   | Valentina Dimitrova Bulgarie           | 6416   |
| 1985  | Sabine Paetz Allemagne de l'Est   | 6595 | Natalya Gracheva Union soviétique     | 6427   | Sibylle Thiele Allemagne de l'Est      | 6460   |
| 1987  | Svetlana Buraga Union soviétique  | 6585 | Marion Reichelt Allemagne de l'Est    | 6442   | Marianna Maslennikova Union soviétique | 6434   |
| 1989  | Larisa Nikitina Union soviétique  | 6875 | Remigija Nazarovienė Union soviétique | 6600   | Natalia Choubenkova Union soviétique   | 6345   |
| 1991  | Peggy Beer Allemagne              | 6383 | Heike Tischler Allemagne              | 6366   | Anke Behmer Allemagne                  | 6272   |
| 1993  | Tatyana Zhuravlyova Russie        | 6330 | Larisa Nikitina Russie                | 6256   | Urszula Włodarczyk Pologne             | 6121   |
| 1994  | Svetlana Moskalets Russie         | 6507 | Nathalie Teppe France                 | 6396   | Peggy Beer Allemagne                   | 6362   |
| 1995  | Denise Lewis Royaume-Uni          | 6299 | Sharon Jaklofsky Pays-Bas             | 6197   | Anzhela Atroshchenko Biélorussie       | 6186   |
| 1996  | Natalya Sazanovich Biélorussie    | 6466 | Mona Steigauf Allemagne               | 6380   | Rita Ináncsi Hongrie                   | 6312   |
| 1997  | Irina Vostrikova Russie           | 6298 | Urszula Włodarczyk Pologne            | 6236   | Svetlana Moskalets Russie              | 6219   |
| 1998  | Marie Collonvillé France          | 6215 | Natalya Roshchupkina Russie           | 6145   | Urszula Włodarczyk Pologne             | 6144   |
| 1999  | Eunice Barber France              | 6505 | Irina Belova Russie                   | 6291   | Irina Vostrikova Russie                | 6278   |
| 2000  | Natalya Roshchupkina Russie       | 6377 | Tatyana Gordeyeva Russie              | 6154   | Yelena Chernyavskaya Russie            | 6106   |
| 2001  | Svetlana Sokolova Russie          | 6270 | Sonja Kesselschläger Allemagne        | 6064   | Tatyana Gordeyeva Russie               | 6064   |
| 2002  | Karin Ertl Allemagne              | 6017 | Sabine Krieger Allemagne              | 5973   | Sonja Kesselschläger Allemagne         | 5950   |
| 2003  | Yelena Prokhorova Russie          | 6313 | Irina Butor Biélorussie               | 6264   | Argyro Strataki Grèce                  | 6064   |
| 2004  | Yuliya Ignatkina Russie           | 6120 | Magdalena Szczepanska Pologne         | 6115   | Argyro Strataki Grèce                  | 5926   |
| 2005  | Tatyana Alisevich Biélorussie     | 6173 | Yvonne Wisse Pays-Bas                 | 6026   | Diana Koritskaya Russie                | 5981   |
| 2006  | Carolina Klüft Suède              | 6665 | Karolina Tymińska Pologne             | 6402   | Ksenija Balta Estonie                  | 6180   |
| 2007  | Jessica Ennis-Hill Royaume-Uni    | 6399 | Kelly Sotherton Royaume-Uni           | 6229   | Hanna Melnychenko Ukraine              | 6143   |
| 2008  | Hanna Melnychenko Ukraine         | 6306 | Antoinette Nana Djimou France         | 6204   | Jolanda Keizer Pays-Bas                | 6105   |
| 2009  | Hanna Melnychenko Ukraine         | 6380 | Kamila Chudzik Pologne                | 6378   | Karolina Tymińska Pologne              | 6191   |
| 2010  | Hanna Melnychenko Ukraine         | 6098 | Marisa De Aniceto France              | 6010   | Aleksandra Butvina Russie              | 5990   |
| 2011  | Anna Bogdanova Russie             | 6225 | Lyudmyla Yosypenko Ukraine            | 5984   | Remona Fransen Pays-Bas                | 5965   |
| 2013  | Karolina Tymińska Pologne         | 6347 | Hanna Melnychenko Ukraine             | 6260   | Grit Šadeiko Estonie                   | 6221   |
| 2014  | Nadine Broersen Pays-Bas          | 6539 | Antoinette Nana Djimou France         | 6212   | Yana Maksimava Biélorussie             | 6173   |
| 2015  | Alina Fyodorova Ukraine           | 6278 | Grit Šadeiko Estonie                  | 6196   | Anna Blank Russie                      | 6037   |

### Par équipes Hommes
| Édition | Or                              | Argent                          | Bronze                        |
| ------- | ------------------------------- | ------------------------------- | ----------------------------- |
| 1973    | Pologne 23 578 pts              | Union soviétique 23 434 pts     | Allemagne de l'Est 22 723 pts |
| 1975    | Union soviétique 23 631 pts     | Pologne 22 824 pts              | Suède 22 763 pts              |
| 1977    | Union soviétique 24 303 pts     | Allemagne de l'Ouest 24 049 pts | Allemagne de l'Est 23 928 pts |
| 1979    | Allemagne de l'Est 24 070 pts   | Allemagne de l'Ouest 23 755 pts | Union soviétique 23 510 pts   |
| 1981    | Allemagne de l'Ouest 24 363 pts | Allemagne de l'Est 24 190 pts   | Pologne 22 880 pts            |
| 1983    | Allemagne de l'Ouest 24 609 pts | Allemagne de l'Est 24 359 pts   | Union soviétique 24 208 pts   |
| 1985    | Union soviétique 24 639 pts     | Allemagne de l'Est 24 550 pts   | Pologne 22 564 pts            |
| 1987    | Allemagne de l'Est 24 852 pts   | Union soviétique 24 307 pts     | Suisse 23 537 pts             |
| 1989    | Allemagne de l'Est 24 081 pts   | Allemagne de l'Ouest 23 693 pts | Union soviétique 23 572 pts   |
| 1991    | Allemagne 24 350 pts            | France 24 048 pts               | Union soviétique 23 687 pts   |
| 1993    | France 24 163 pts               | Allemagne 24 025 pts            | Finlande 23 087 pts           |
| 1994    | France 24 864 pts               | Tchéquie 23 836 pts             | Espagne 23 723 pts            |
| 1995    | Tchéquie 23 826 pts             | France 23 462 pts               | Suède 23 408 pts              |
| 1996    | Allemagne 24 832 pts            | France 24 106 pts               | Tchéquie 24 096 pts           |
| 1997    | Tchéquie 24 416 pts             | Estonie 23 859 pts              | Hongrie 23 780 pts            |
| 1998    | Tchéquie 23 974 pts             | Pays-Bas 23 879 pts             | France 23 669 pts             |
| 1999    | Tchéquie 25 375 pts             | Allemagne 23 467 pts            | Espagne 23 234 pts            |
| 2000    | France 23 496 pts               | Ukraine 23 165 pts              | Russie 23 144 pts             |
| 2001    | France 23 933 pts               | Ukraine 23 779 pts              | Finlande 23 648 pts           |
| 2002    | Allemagne 23 750 pts            | Finlande 22 798 pts             | Russie 22 621 pts             |
| 2003    | France 23 538 pts               | Russie 23 357 pts               | Italie 22 678 pts             |
| 2004    | Estonie 23 282 pts              | Allemagne 23 234 pts            | France 23 120 pts             |
| 2005    | Estonie 23 139 pts              | Russie 22 711 pts               | Espagne 22 482 pts            |
| 2006    | France 24 185 pts               | Russie 23 764 pts               | Estonie 22 968 pts            |
| 2007    | Biélorussie 23 749 pts          | France 23 246 pts               | Pays-Bas 23 022 pts           |
| 2008    | Biélorussie 24 160 pts          | Pays-Bas 23 367 pts             | France 23 268 pts             |
| 2009    | Russie 24 507 pts               | Biélorussie 24 077 pts          | Ukraine 23 621 pts            |
| 2010    | Estonie 23 746 pts              | Russie 22 742 pts               | France 22 556 pts             |
| 2011    | Russie 23 305 pts               | Estonie 23 095 pts              | Biélorussie 22 956 pts        |

### Par équipes Femmes
| Édition | Or                            | Argent                          | Bronze                          |
| ------- | ----------------------------- | ------------------------------- | ------------------------------- |
| 1973    | Allemagne de l'Est 13 924 pts | Union soviétique 13 351 pts     | Bulgarie 12 882 pts             |
| 1975    | Allemagne de l'Est 13 754 pts | Union soviétique 13 186 pts     | Allemagne de l'Ouest 12 751 pts |
| 1977    | Union soviétique 13 708 pts   | Allemagne de l'Ouest 12 835 pts | France 12 277 pts               |
| 1979    | Allemagne de l'Est 13 836 pts | Union soviétique 13 620 pts     | Allemagne de l'Ouest 13 325 pts |
| 1981    | Allemagne de l'Est 18 682 pts | Allemagne de l'Ouest 17 817 pts | Union soviétique 17 480 pts     |
| 1983    | Allemagne de l'Est 19 242 pts | Union soviétique 18 698 pts     | Bulgarie 18 666 pts             |
| 1985    | Allemagne de l'Est 19 108 pts | Union soviétique 18 841 pts     | Allemagne de l'Ouest 18 662 pts |
| 1987    | Union soviétique 19 289 pts   | France 18 477 pts               | Tchécoslovaquie 17 879 pts      |
| 1989    | Union soviétique 19 820 pts   | Allemagne de l'Ouest 18 532 pts | Finlande 17 849 pts             |
| 1991    | Allemagne 19 023 pts          | Union soviétique 18 434 pts     | Pologne 18 177 pts              |
| 1993    | Russie 18 595 pts             | Allemagne 17 708 pts            | Pologne 17 287 pts              |
| 1994    | Russie 18 876 pts             | Ukraine 18 487 pts              | France 18 474 pts               |
| 1995    | Biélorussie 18 150 pts        | Allemagne 17 755 pts            | Russie 17 705 pts               |
| 1996    | Allemagne 18 659 pts          | Biélorussie 18 244 pts          | France 17 838 pts               |
| 1997    | Russie 18 651 pts             | France 18 250 pts               | Allemagne 18 058 pts            |
| 1998    | Russie 18 331 pts             | France 18 117 pts               | Allemagne 17 923 pts            |
| 1999    | Russie 18 625 pts             | France 18 285 pts               | Pologne 18 119 pts              |
| 2000    | Russie 18 637 pts             | Pologne 17 759 pts              | France 17 710 pts               |
| 2001    | Russie 18 350 pts             | Allemagne 18 009 pts            | Italie 17 473 pts               |
| 2002    | Allemagne 17 940 pts          | Russie 17 449 pts               | Ukraine 17 381 pts              |
| 2003    | Russie 17 983 pts             | Biélorussie 17 982 pts          | Grèce 17 433 pts                |
| 2004    | Russie 17 872 pts             | Pologne 17 704 pts              | Biélorussie 17 024 pts          |
| 2005    | Biélorussie 17 626 pts        | Ukraine 17 506 pts              | Russie 17 487 pts               |
| 2006    | Russie 18 149 pts             | Suède 18 078 pts                | Finlande 17 503 pts             |
| 2007    | Royaume-Uni 18 329 pts        | Russie 17 289 pts               | Ukraine 17 243 pts              |
| 2008    | Ukraine 18 187 pts            | Russie 17 980 pts               | France 17 482 pts               |
| 2009    | Pologne 18 007 pts            | Russie 17 949 pts               | Ukraine 17 814 pts              |
| 2010    | France 17 654 pts             | Tchéquie 17 402 pts             | Russie 17 301 pts               |
| 2011    | Russie 17 816 pts             | Ukraine 17 600 pts              | France 16 992 pts               |

### Par équipes Général
| Édition | Or                | Argent              | Bronze             |
| ------- | ----------------- | ------------------- | ------------------ |
| 2013    | France 41 421 pts | Russie 41 032 pts   | Estonie 41 027 pts |
| 2014    | Russie 41 159 pts | Pays-Bas 41 048 pts | France 40 761 pts  |
| 2015    | Russie 41 700 pts | France 40 724 pts   | Estonie 39 875 pts |